# Volksbad Nürnberg

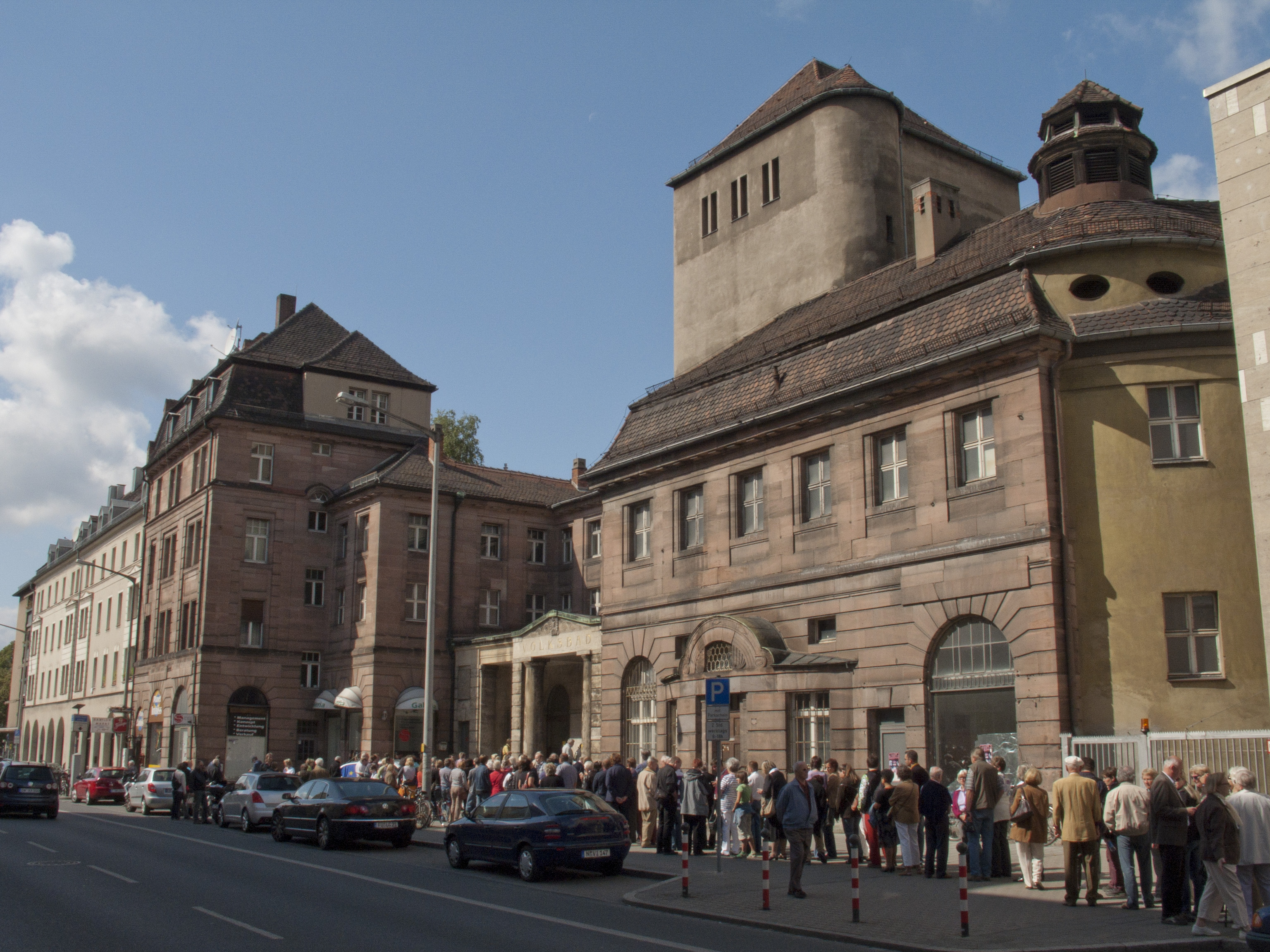
Eingang in der Rothenburger Straße (2009)

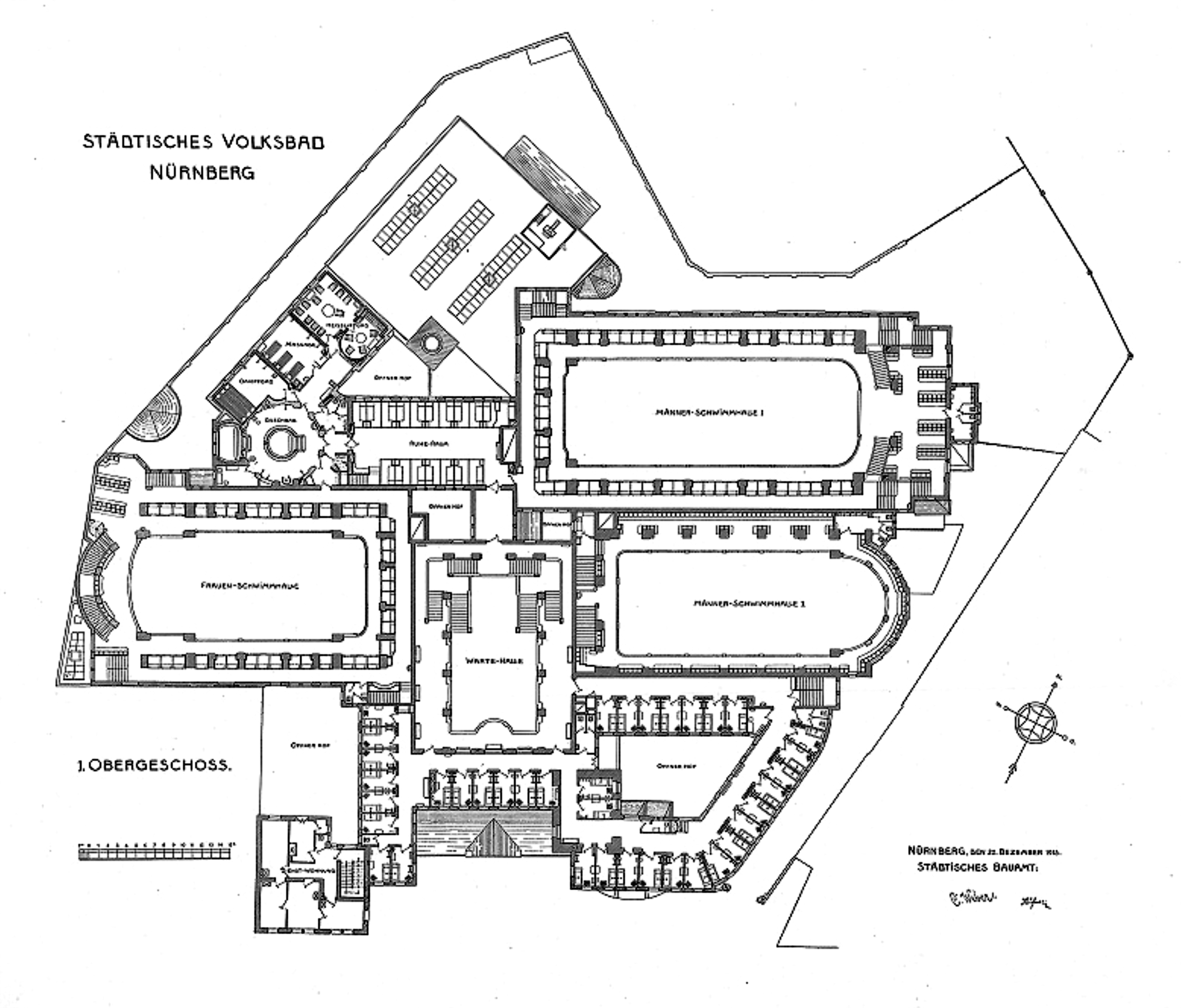
Volksbad Nürnberg, Plan 1. Obergeschoss, Februar 1915

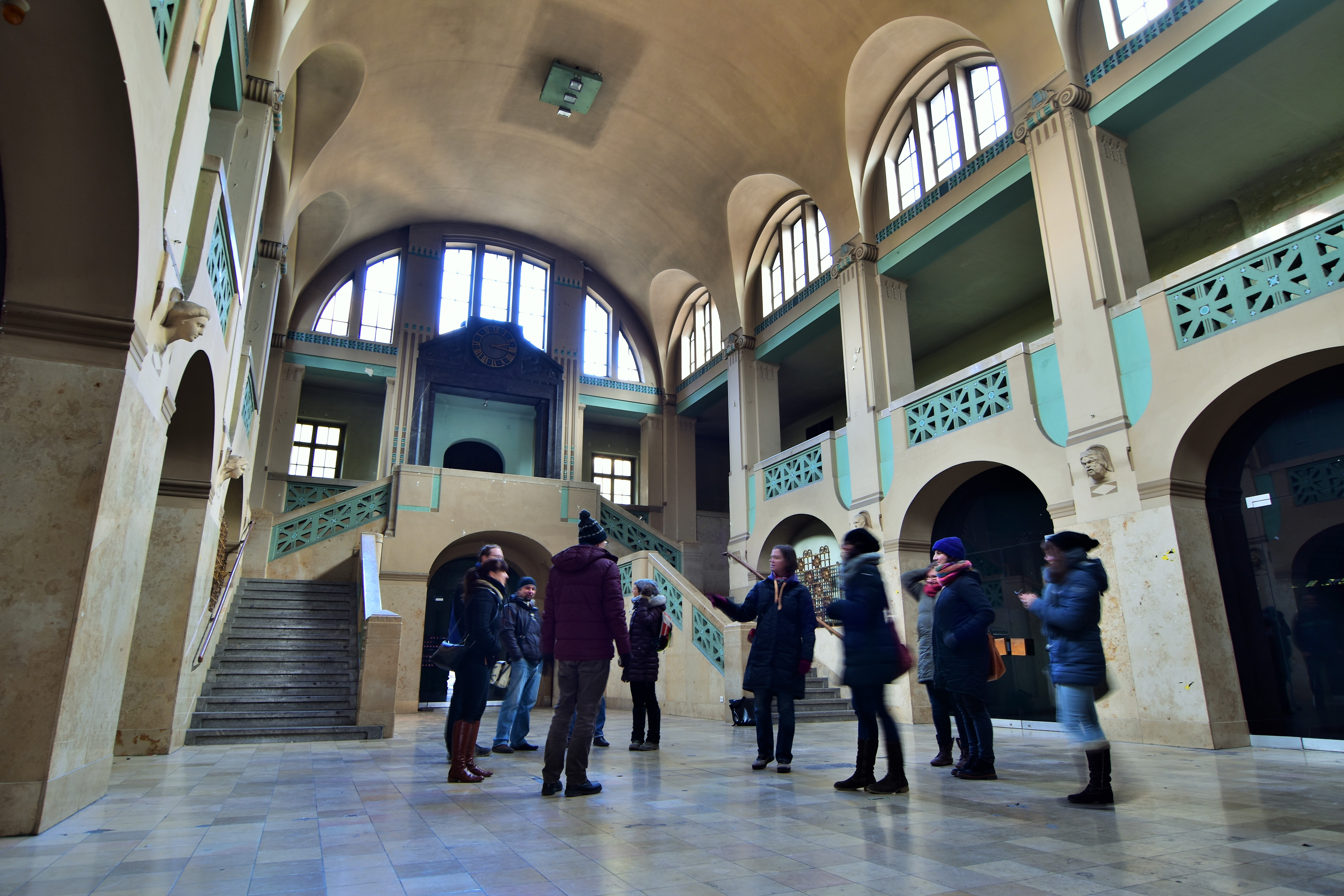
Volksbad Nürnberg, Eingangshalle im Jahr 2009

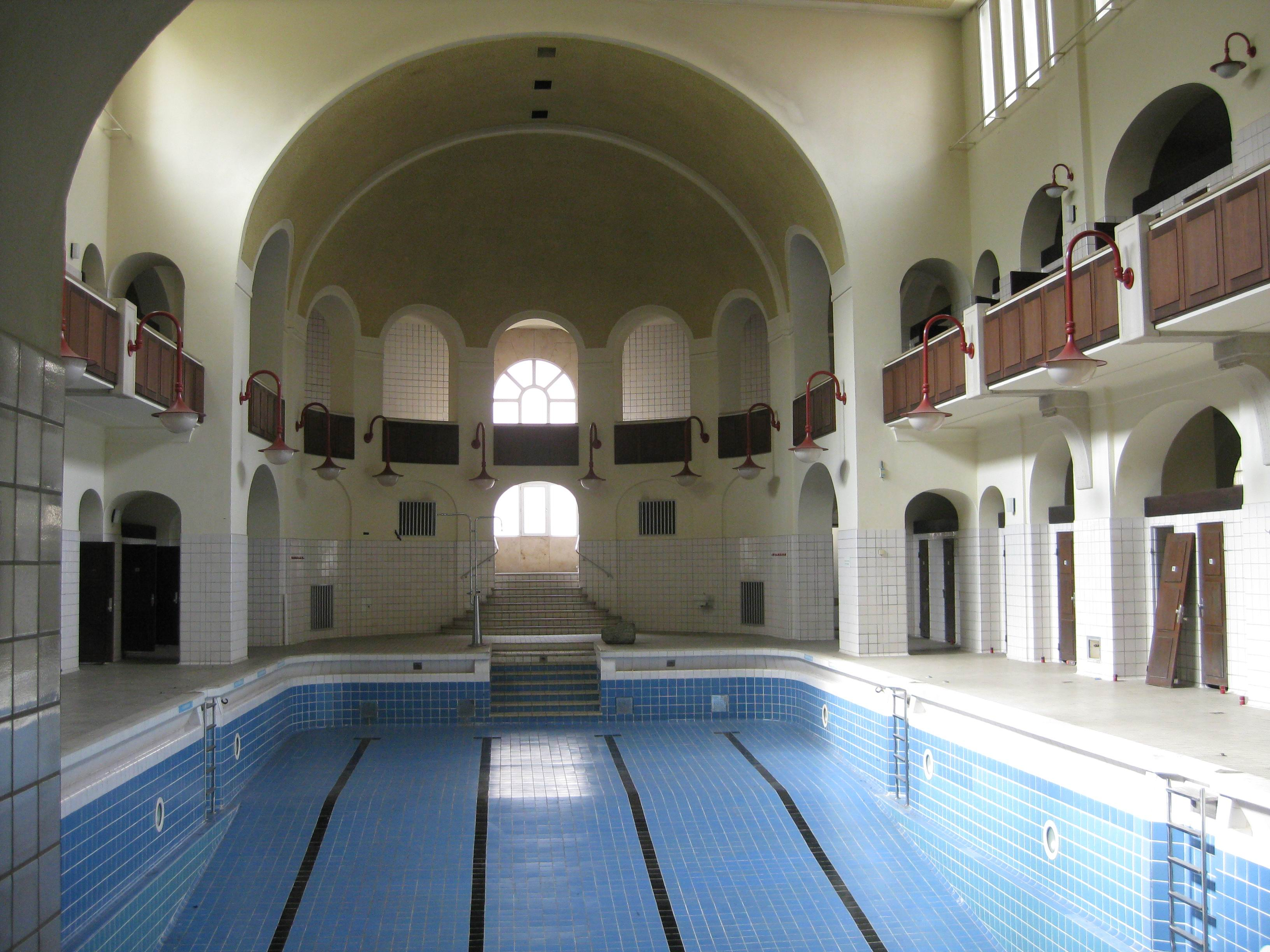
Ehemalige Frauen-Schwimmhalle

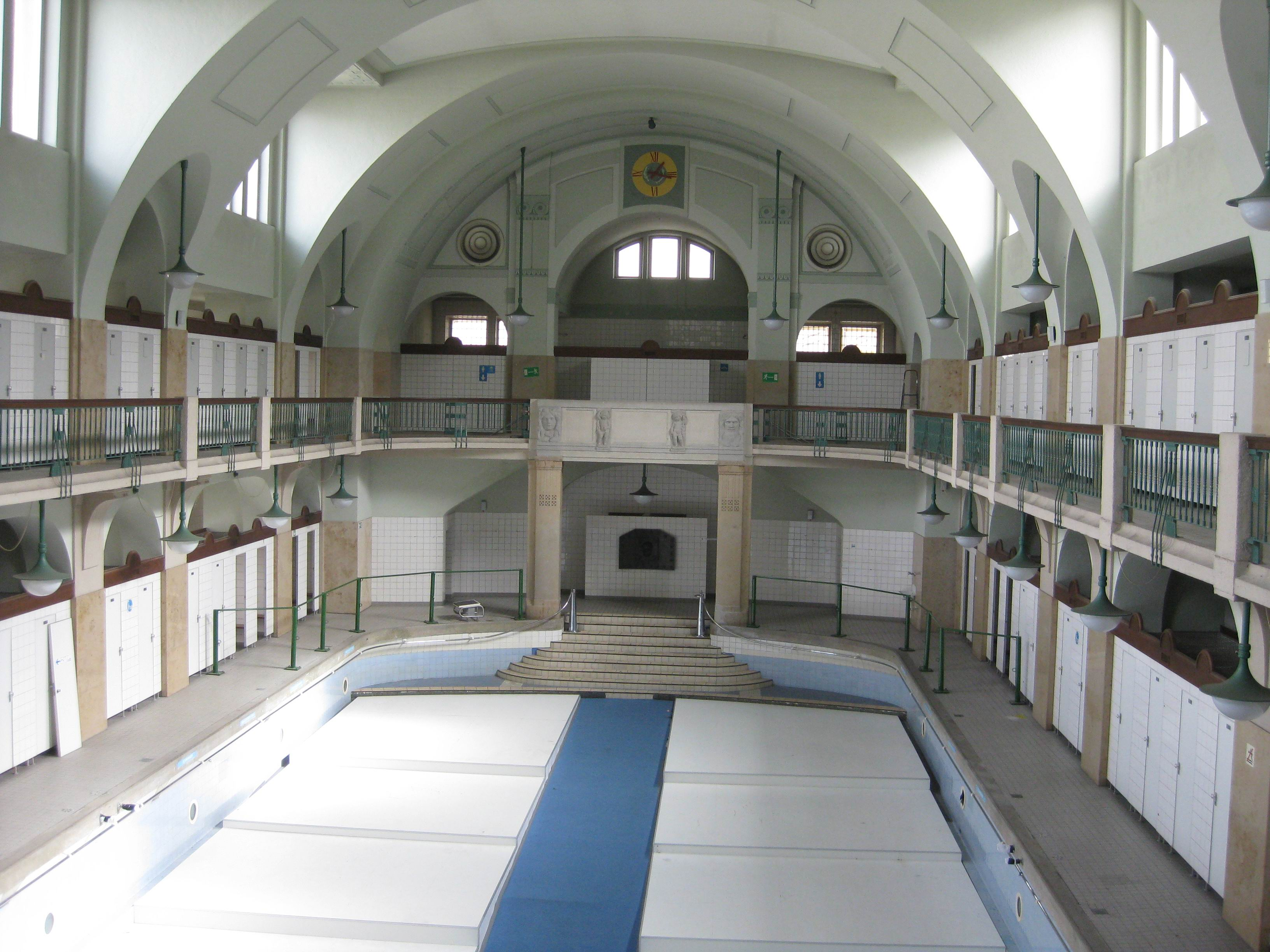
Ehemalige Männer-Schwimmhalle I

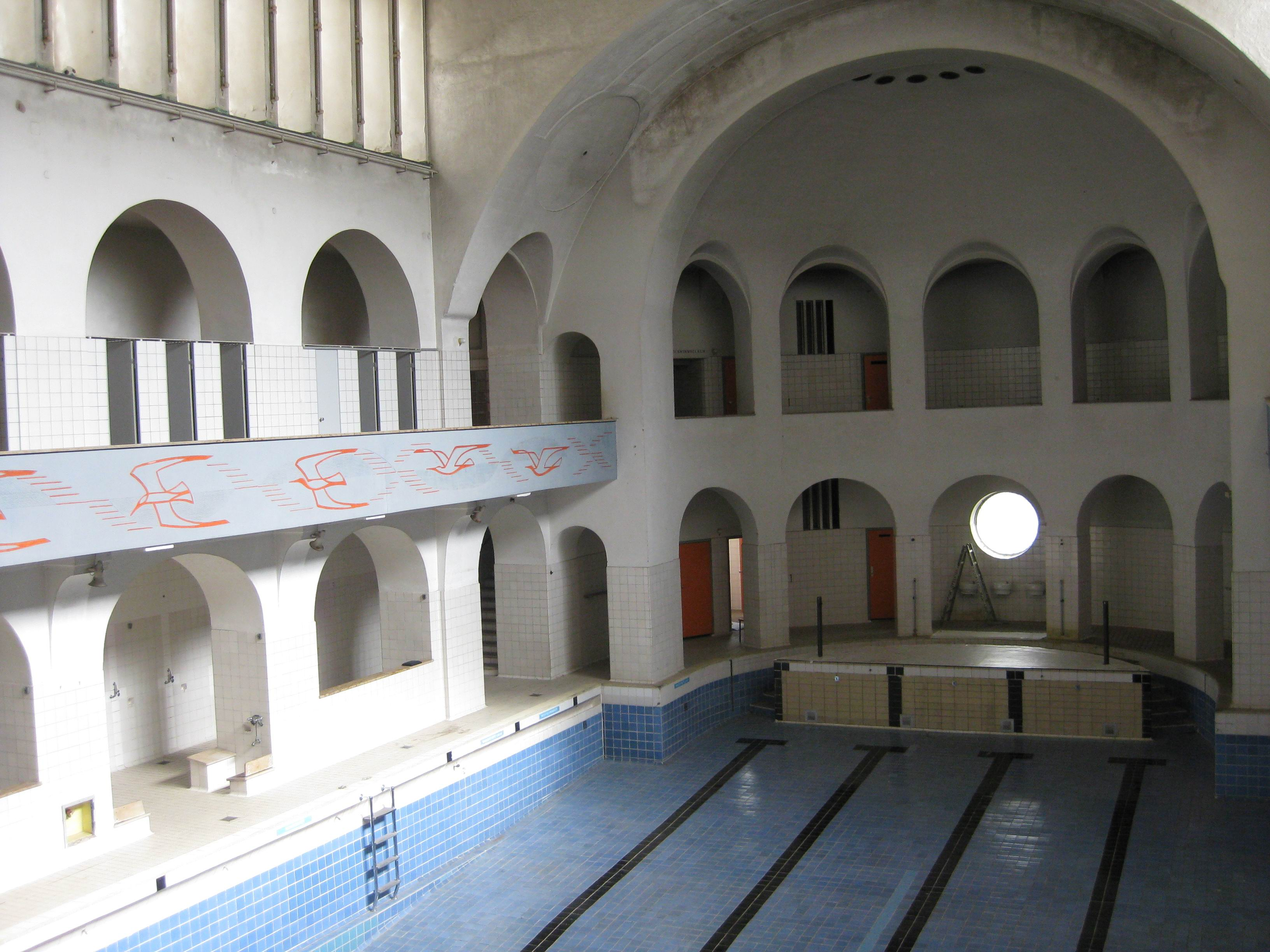
Ehemalige Männer-Schwimmhalle II

Das Volksbad der Stadt Nürnberg in Nürnberg, Rothenburger Straße 10, wurde 1911 bis 1913 errichtet. Das Nürnberger Volksbad gilt als ein Juwel der Jugendstil-Badekultur. Bautypologisch ähnelt es römischen Thermenanlagen, was sich auch in der Baugestaltung zeigt, wie etwa der Säulenportikus am Eingang mit Stadtwappen.

## Geschichte und Nutzung
Die Entwürfe im Jugendstil stellten der Architekt Carl Weber und der Ingenieur Friedrich Küfner auf. Allerdings fällt die Ausgestaltung der Schwimmhallen bereits nüchterner aus als die des früher erbauten Müllerschen Volksbades in München. Die Baukosten beliefen sich auf annähernd 1,8 Millionen Mark. Als Bauplatz wurde das Gelände des ehemaligen Gaswerks ausgewählt, das 1905 nach Sandreuth umzog. Die Bauarbeiten auf den 6.500 m² großen Grundstück begannen im Oktober 1910. Das Volksbad wurde am 2. Januar 1914 feierlich eröffnet. Im Hinblick auf seine Ausstattung war das Volksbad auf dem neusten Stand der Technik. Die in Eisenbeton ausgeführten Schwimmbecken ruhten auf Pfeilern, wodurch sie von unten von allen Seiten zugänglich waren. Die Heizungsanlage war so konzipiert, dass über ein ausgeklügeltes Tunnelsystem warme Luft in alle Teile des Gebäudes gepresst wurde und so einen Überdruck erzeugte. Beim Öffnen der Außentüren oder Fenster, strömte so lediglich warme Luft hinaus, jedoch keine kalte Luft hinein. Der Jugendstilbau wurde mit drei Schwimmhallen (zwei für Männer, eine für Frauen), 66 Wannenbädern, 14 Duschen, einem Dampfbad sowie Frisier- und Erfrischungsräumen ausgestattet. Ein Hundebad und eine Wäscherei waren ebenfalls integriert. Bereits im Januar 1914 besuchen an manchen Tagen bis zu 3.000 Personen das Bad, im ersten Monat waren es insgesamt fast 35.000. Im März des Jahres verzeichnete das Bad mit 58.521 Gästen einen ersten Rekord. Um Heizmaterial für den bevorstehenden Winter zu sparen, wurde das Bad kurz nach Ausbruch des Ersten Weltkriegs im August 1914 für mehrere Monate geschlossen und erst im November 1914 wieder eröffnet, allerdings nur in eingeschränktem Betrieb und mit verkürzten Öffnungszeiten.
Ab 1921 stand die Frauen-Schwimmhalle das ganze Jahr über dem Schwimmunterricht an den Volksschulen zur Verfügung. Während der Hyperinflation von 1923/24 verteuerte sich der Eintritt in das Bad von 40 Pfennig, auf 450 Mark im Juni 1923 und schließlich im September 1923 auf 180.000 Mark. Trotz des schwierigen Umfelds fanden während der gesamten 1920er Jahre Umbau- und Modernisierungsmaßnahmen statt. So wurde Anfang der 1920er Jahre eine neue Wasserreinigungs- und Entkeimungsanlage für alle drei Schwimmbecken in Betrieb genommen. Zudem wurde zur Vermeidung von Unfällen der komplette Bodenbelag ausgetauscht und im Jahr 1930 ein weiterer Warmwasseraufbereiter aufgestellt. Bereits am 27. Juli 1933 beschloss der Stadtrat, dass Juden die Benutzung der städtischen Badeanstalten untersagt wird, lediglich in den Duschbädern und Wannenbädern wurden Juden zunächst noch toleriert. Im Zweiten Weltkrieg wurde das Bad zu 70 Prozent zerstört und der etappenweise Wiederaufbau erst 1959 abgeschlossen.
Die Eröffnung einer größeren Zahl neuer städtischer Hallen- und Freibäder in den 1960er und vor allem den 1970er Jahren führte zu einem starken Besucherrückgang im Volksbad. Zu nennen sind hier das Westbad (1966), das Südbad (1970), das Hallenbad Altenfurt (1970), das Hallenbad Katzwang (1974), das Hallenfreibad Langwasser (1977/78) sowie das Nordostbad (1978). Der Verfall schritt in den 1970er Jahren immer weiter voran. 1972 erfolgte die vorläufige Einstellung des Saunabetriebs, sechs Jahre später wurde ein großer Teil der Wannen- und Brausebäder wegen mangelnder Nutzung stillgelegt. Von 1984 bis 1988 wurde das Bad aus Rücklagen des Bäderamtes für insgesamt sechs Millionen DM renoviert. Allerdings fanden überwiegend kleinere Arbeiten während des laufenden Betriebs statt – eine Generalsanierung blieb aus. So erhielt etwa die Schwimmhalle III 1984 einen neuen Anstrich. Zudem wurden die zwei noch verwendbaren Badewannen und die vier Brausen saniert. Die Schwimmhalle I erhielt eine Unterwasserbeleuchtung und im ersten Stock wurde eine Cafeteria eingerichtet. Im Eingangsbereich wurde eine automatische Kassenanlage aufgestellt. All diese Maßnahmen brachten nicht die gewünschte Kehrtwende. Zuletzt war nur noch die Frauenschwimmhalle für wenige Stunden in der Woche für Schulen und Vereine geöffnet. 1994 folgte die endgültige Stilllegung des Bades.
Seit der Stilllegung im Jahre 1994 konnte fast 25 Jahre lang keine Nutzung mehr gefunden werden.
1995 wurde das Volksbad u. a. für Techno-Partys zwischengenutzt. Lange konnte das Bad für Filmaufnahmen und Fotografie-Workshops angemietet werden. Im linken Flügel befand sich bis 2021 das Büro der Gostenhofer Grünen und ein Thai-Restaurant. Im rechten Flügel befand sich seit 2011 eine ehrenamtliche betriebene Bar, die in den Sommermonaten auch Konzerte im Innenhof des Bades veranstaltete.
Zwischenzeitlich war auch die Nutzung als Arabisches Museum im Gespräch.

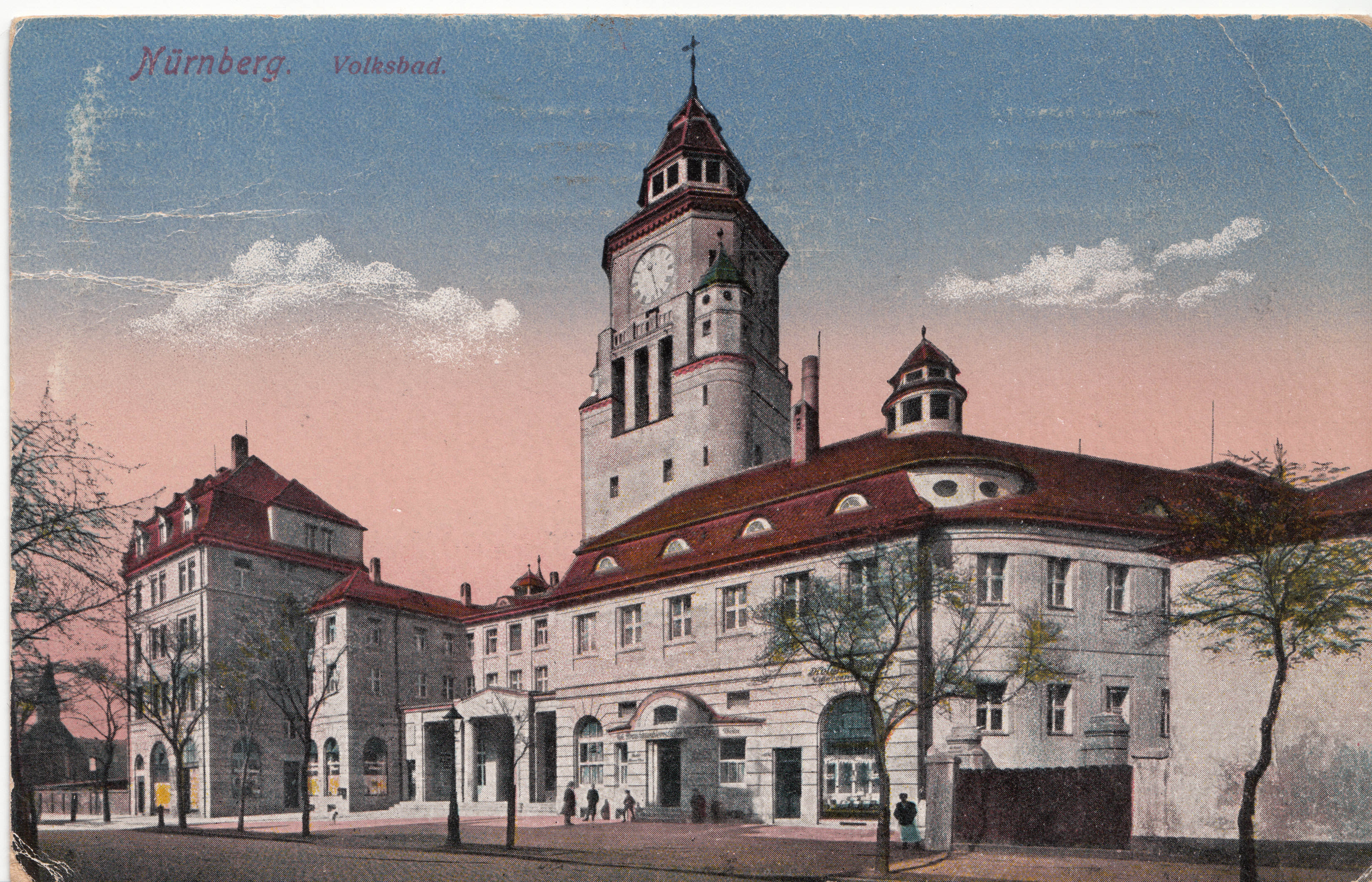
Volksbad 1914

Die wasserspeiende Reiterskulptur am Wöhrder See ist ein Zweitguss einer Figur des Neptunbrunnens, stand ab 1914 in der Frauen-Halle des Volksbades und wurde 1967 an die Adenauerbrücke versetzt. Ein weiterer Nachguss einer der Figuren des Brunnens, eine Wassernymphe, stand ursprünglich in der Frauenschwimmhalle. Die Figur gilt als verschollen.

## Sanierung
Eine Machbarkeitsstudie ergab im Jahr 2016, dass „eine erneute Nutzung als Schwimmbad mit Sauna möglich wäre, falls Bund und Land das Projekt mit unterstützen.“ Im Rahmen einer gemeinsamen Pressekonferenz, wurde am 20. September 2018 vom bayerischen Ministerpräsidenten Markus Söder und dem damaligen Nürnberger Oberbürgermeister Ulrich Maly bekanntgegeben, dass sich der Freistaat Bayern mit 18 Millionen Euro an einer Sanierung beteiligen würde.
Im Juli 2019 gab die Stadt Nürnberg bekannt, dass die europaweite Ausschreibung für ein geeignetes Planungsteam bereits begonnen hatte, so dass im Frühjahr 2020 der Abschluss der Vorplanung und ein Baubeginn Mitte 2021 möglich sein könnten. Bei der Sanierung des Volksbades handelt es sich aber nicht nur um ein Einzelprojekt, sondern vielmehr um die zentrale Maßnahme bei der Erneuerung des umliegenden Stadtquartiers. Der Dialog mit Vereinen und Verbänden, sowie weitere Maßnahmen zur Beteiligung der Bürger, sind daher explizit für den Planungsprozess vorgesehen.
Am 9. Oktober 2020 gaben der bayerische Ministerpräsident Markus Söder, der Nürnberger Oberbürgermeister Marcus König sowie der Dritte Bürgermeister Christian Vogel auf einer gemeinsamen Pressekonferenz im Bad die Pläne für die Sanierung bekannt. Die Kosten sollen sich auf 55,6 Millionen Euro belaufen und die ehemalige Männer-Schwimmhalle I für Öffentliches Schwimmen genutzt werden. Die ehemalige Frauen-Schwimmhalle soll zu einem Sauna-, Wellness- und Gesundheitsbereich umgebaut werden sowie die ehemalige Männer-Schwimmhalle II sowohl für Schul- und Vereinsschwimmen als auch mittels eines Hubbodens als Tagungsräumlichkeit für Events verwendet werden. Im einstigen Kesselhaus im hinteren Bereich des Bades ist zudem geplant ein Lehrschwimmbecken einzurichten. Nahezu der gesamte Stadtrat stimmte in seiner Sitzung am 21. Oktober den Plänen mit einer Gegenstimme der FDP zu. Die Stadt Nürnberg finanziert das Projekt mit 30 Millionen Euro, weitere 18 Millionen Euro kommen vom Freistaat Bayern sowie 8 Millionen Euro vom Bund. Die Bauarbeiten für die Sanierung begannen im März 2022. Fertigstellung soll im Sommer 2025 sein.
Im Juli 2023 verkündeten Oberbürgermeister Marcus König und Bürgermeister Christian Vogel zudem, dass, Dank einer viermonatigen Spendenaktion im Frühjahr 2023, bei der fast eine Million Euro gesammelt werden konnte, auch der im Zweiten Weltkrieg stark zerstörte Turm des Volksbads wieder aufgebaut werden soll. Die Gesamtkosten für den Wiederaufbau belaufen sich nach Schätzungen eines beauftragten Architekturbüros auf insgesamt etwa 1,7 Millionen Euro. Der ehemals als Wassertank genutzte Turm soll hierbei als multifunktionaler Tagungs- und Veranstaltungsraum dienen, in dem zukünftig Stadtteiltreffen oder besondere Feiern stattfinden sollen. Im Juli 2024 erfolgte der Rückbau des Turmrumpfs, sodass bis 2025 der neue originalgetreue Wiederaufbau fertig gestellt werden soll.

## Filme, die im Volksbad gedreht wurden
- 1993: Glaskant, Regie: Oliver Bittner, Produzent: Filmbüro Franken e. V.
- 2003: Die Kachelzählerin, Regie: Hans-Günter Brodmann, Produzent: Hans-Günter Brodmann
- 2015: Faust – Im Schatten der Nation, Regie: Christian Kern, Produzent: filmhochzwei
- 2019: Sie ist die Fackel, Regie: Mattschwarz Rose Gold, Produzent: Wir sind Film e. V.
- 2019: Der Pfad, Regie: Roland Eugen Beiküfner, Produzent: Kunst und Drama